# Pico ultraprominente

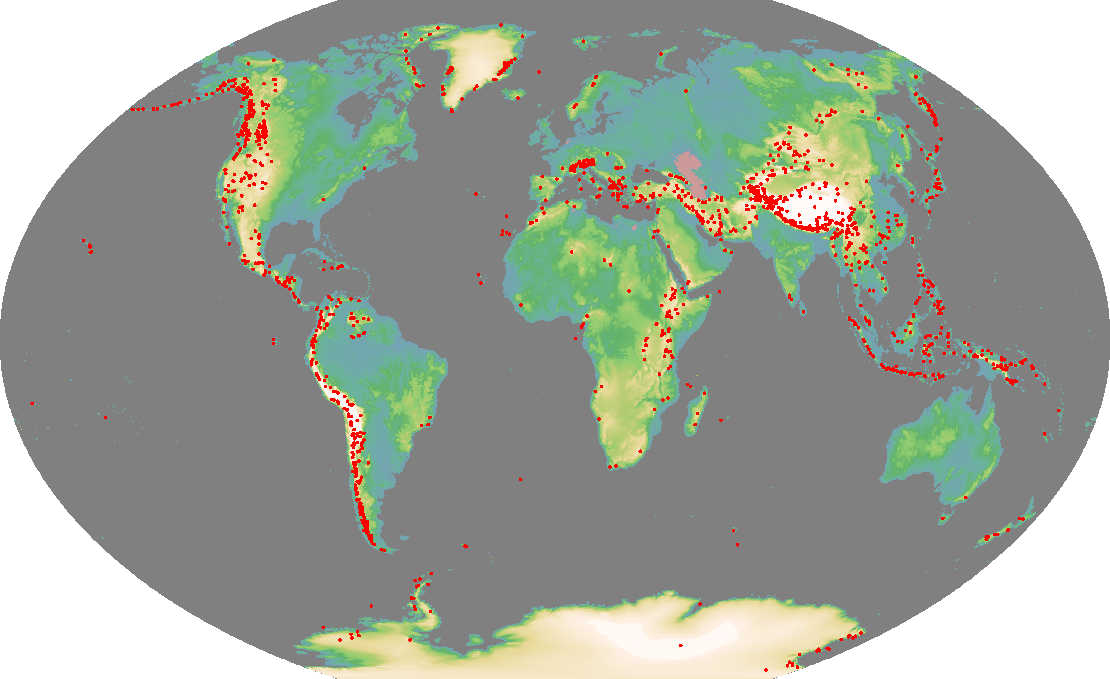
Mapa de picos ultraprominentes de ámbito mundial.

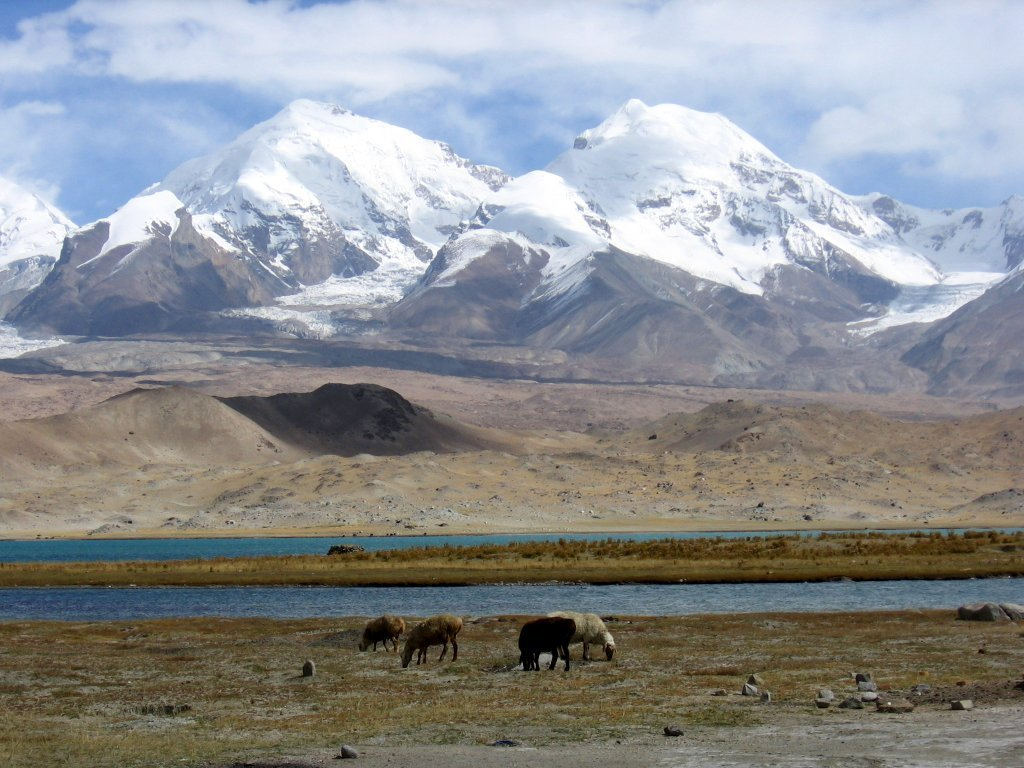
Kongur Tagh (o Kongkhoerh) está en China. Las cumbres visibles son aquellas de Kuk Sel (6715) y Kezi Sel (6525), alrededor de 5 km y 7 km al sur de la cumbre principal.

Un pico ultraprominente, o Ultra abreviadamente, es una montaña con una prominencia topográfica de más de 1500 metros. Se ha calculado en 1524 el número de tales picos en el mundo. Algunos son famosos incluso fuera del ámbito del montañismo como el monte Everest, el Aconcagua o el Denali (son los tres máximos picos en cuanto a prominencia), mientras que otros son mucho más desconocidos. Algunos picos famosos, como el Cervino o el Eiger, no son Ultras debido a que están conectados con montañas más altas por altos collados y por lo tanto no logran suficiente prominencia topográfica. 
El término "Ultra" se debe al científico terrestre Stephen Fry, de sus estudios de la prominencia de picos en el estado de Washington, Estados Unidos, en los ochenta. Su término original era "ultra major mountain", refiriéndose a picos con al menos cinco mil pies de prominencia (1524 metros).

## Distribución
Actualmente se han identificado 1519 ultras en todo el mundo: 654 en Asia, 360 en Norteamérica, 209 en Sudamérica, 119 en Europa (incluyendo el Cáucaso), 84 en África, 54 en Australasia y 39 en la Antártida.
Muchas de las montañas más grandes y conocidas son Ultras, incluyendo el monte Everest, el K2, el Kilimanjaro, el Mont Blanc y el monte Olimpo. Por otro lado, muchas montañas grandes y famosas como el Eiger y el Cervino no son ultras porque no tienen suficiente altura relativa. Muchos ultras quedan en partes del mundo poco visitadas e inhóspitas, incluyendo 39 en Groenlandia, los puntos altos de islas Árticas de Novaya Zemlya, Jan Mayen y Spitsbergen y 136 en el Himalaya. En la Columbia Británica, algunas de las montañas incluidas en la lista ni siquiera tienen nombres ampliamente reconocidos.  
Una serie de Ultras aún no han sido escalados, con el punto más alto de la cordillera Finisterre, Sauyr Zhotasy, Karlik Shan, (posiblemente) monte Siple y Gangkhar Puensum son los candidatos más probables a la montaña más prominente que aún está pendiente de escalar en el mundo.
Todas las Siete Cumbres son ultras en virtud del hecho de que son los puntos altos de amplias masas de tierra. Cada una tiene su collado a nivel del mar o cerca, dando como resultado un valor de prominencia casi idéntica a su elevación.

## Algunos picos ultraprominentes
Los picos más prominentes a nivel mundial son: el monte Everest (8848 m s. n. m.) y prominencia de 8848, el más prominente de Asia; Aconcagua (6962 m s. n. m.), con una prominencia de 6962 m, el más prominente de Suramérica y el Denali (6194 m s. n. m.) y prominencia de 6138 m, el más prominente de Norteamérica. Si se coge la lista de isla por su punto más alto resulta que los 75 puntos más altos de islas son todos ultras. Los tres más altos son: el Puncak Jaya (4884 m s. n. m.) en Nueva Guinea; el Mauna Kea (4205 m s. n. m.) de Hawái y el monte Kinabalu (4095 m s. n. m.) en la isla de Borneo.
Aparte de los ya mencionados cabe citar el más prominente pico de Europa es el monte Elbrus (Rusia) de 5642 m s. n. m. y una prominencia de 4741 m (10.º absoluto del mundo); el de África es el monte Kilimanjaro (5895 m s. n. m. y 5882 m de prominencia (4.º absoluto del mundo); el de Oceanía es el Puncak Jaya, con una prominencia de 4884 m es el 9.º absoluto del mundo y finalmente el de la Antártida es el Macizo Vinson, de 4892 m s. n. m. y 4892 m de prominencia (8.º del mundo).

## Los 25 picos más prominentes del mundo
Una lista de los 25 picos más prominentes del mundo es la siguiente:
| N.º | Pico                                      | Localización                | Altitud (m) | Prominencia (m) | Punto mínimo (m) | Cumbre principal                                                    |
| --- | ----------------------------------------- | --------------------------- | ----------- | --------------- | ---------------- | ------------------------------------------------------------------- |
| 1.  | Monte Everest                             | Nepal / China               | 8849        | 8849            | 0                | ninguno — más alto del mundo                                        |
| 2.  | Aconcagua                                 | Argentina                   | 6962        | 6962            | 0                | ninguno — más alto del mundo fuera de Asia y el más alto de América |
| 3.  | Denali                                    | Estados Unidos (Alaska)     | 6194        | 6138            | 56               | ninguno                                                             |
| 4.  | Kilimanjaro                               | Tanzania                    | 5895        | 5885            | 10               | ninguno — más alto de África                                        |
| 5.  | Pico Cristóbal Colón / Pico Simón Bolívar | Colombia                    | 5775        | 5776            | 191              | Sierra Nevada de Santa Marta — más alto del Caribe (región)         |
| 6.  | Monte Logan                               | Canadá (Yukón)              | 5959        | 5250            | 709              | Denali                                                              |
| 7.  | Pico de Orizaba                           | México (Puebla/Veracruz)    | 5636        | 4922            | 714              | Monte Logan                                                         |
| 8.  | Macizo Vinson                             | Antártida                   | 4892        | 4892            | 0                | ninguno — más alto de Antártida                                     |
| 9.  | Puncak Jaya                               | Indonesia (Nueva Guinea)    | 4884        | 4884            | 0                | ninguno — más alto de Nueva Guinea                                  |
| 10. | Monte Elbrus                              | Rusia                       | 5642        | 4741            | 901              | Everest                                                             |
| 11. | Mont Blanc - Monte Bianco                 | Francia / Italia            | 4808        | 4695            | 113              | Everest                                                             |
| 12. | Monte Damavand                            | Irán                        | 5610        | 4667            | 943              | Elbrus                                                              |
| 13. | Kliuchevskoi                              | Rusia (Kamchatka)           | 4750        | 4649            | 101              | Everest                                                             |
| 14. | Nanga Parbat                              | Pakistán                    | 8125        | 4608            | 3517             | Everest                                                             |
| 15. | Mauna Kea                                 | Estados Unidos (Hawái)      | 4205        | 4205            | 0                | ninguno — más alto de Hawái                                         |
| 16. | Jengish Chokusu                           | Kirguistán / · China        | 7439        | 4148            | 3291             | Everest                                                             |
| 17. | Chimborazo                                | Ecuador                     | 6268        | 4123            | 2145             | Aconcagua                                                           |
| 18. | Bogda Feng                                | China                       | 5445        | 4122            | 1323             | Everest                                                             |
| 19. | Namcha Barwa                              | China (Tíbet)               | 7782        | 4106            | 3676             | Everest                                                             |
| 20. | Monte Kinabalu                            | Malasia                     | 4095        | 4095            | 0                | ninguno — más alto de Borneo                                        |
| 21. | Monte Rainier                             | Estados Unidos (Washington) | 4393        | 4023            | 370              | Orizaba1 / Denali ²                                                 |
| 22. | K2                                        | Pakistán / China            | 8611        | 4017            | 4594             | Everest                                                             |
| 23. | Monte Ras Dejen                           | Etiopía                     | 4550        | 3997            | 553              | Kilimanjaro                                                         |
| 24. | Volcán Tajumulco                          | Guatemala                   | 4220        | 3980            | 240              | Orizaba1 / Denali ²                                                 |
| 25. | Pico Bolívar                              | Venezuela                   | 5007        | 3957            | 1050             | Chimborazo1 / Aconcagua ²                                           |

## Picos ultraprominentes de España

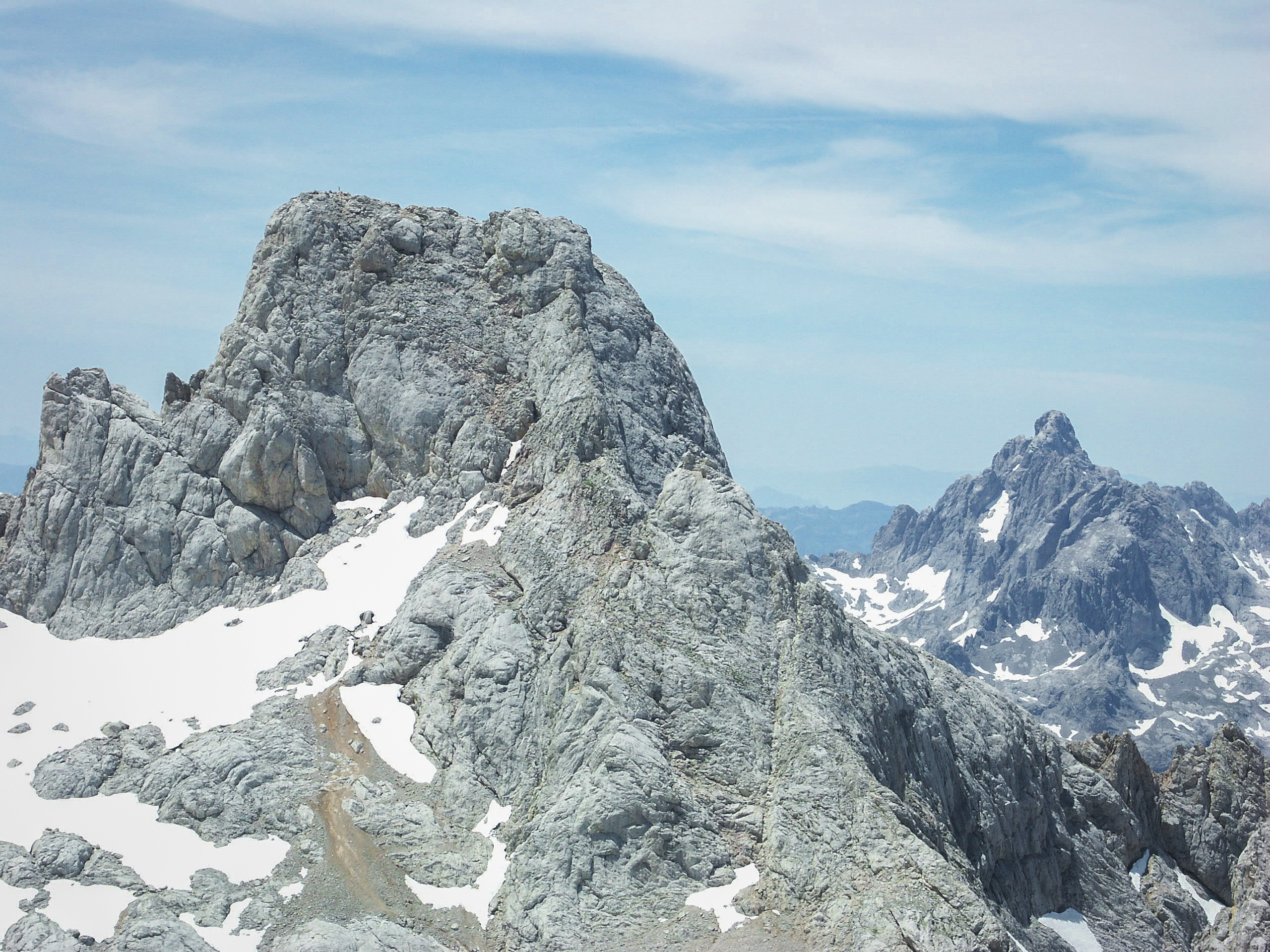
Torre de Cerredo, España.

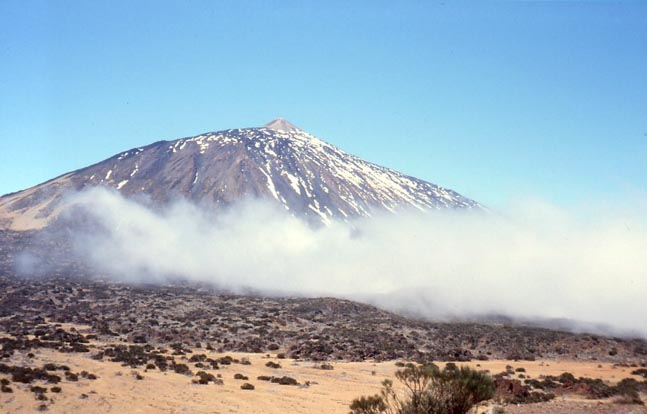
Teide, islas Canarias.

La siguiente tabla incluye los picos más prominentes de España, ordenados por prominencia.
| No | Pico                   | Ubicación         | Elevación (m) | Prominencia (m) | Collado (m) |
| -- | ---------------------- | ----------------- | ------------- | --------------- | ----------- |
| 1  | Teide                  | Islas Canarias    | 3718          | 3718            | 0           |
| 2  | Mulhacén               | Península ibérica | 3479          | 3285            | 194         |
| 3  | Aneto                  | Península ibérica | 3404          | 2812            | 592         |
| 4  | Roque de los Muchachos | Islas Canarias    | 2423          | 2423            | 0           |
| 5  | Pico de las Nieves     | Islas Canarias    | 1956          | 1956            | 0           |
| 6  | Torre de Cerredo       | Península ibérica | 2648          | 1931            | 717         |
| 7  | Pico Almanzor          | Península ibérica | 2592          | 1690            | 902         |
| 8  | Pico de Malpaso        | Islas Canarias    | 1501          | 1501            | 0           |